# 高木寿一
高木 寿一（たかぎ としかず、1899年2月26日 - 1976年6月30日）は、日本の経済学者・財政学者。慶應義塾大学名誉教授。

## 略歴
東京府東京市浅草区（現台東区）浅草生まれ。1921年慶應義塾大学部理財科卒、大学院に進む。1924年慶應義塾高等部教員、1927年よりヨーロッパに学ぶ。1949年慶應義塾大学経済学部教授となり、1953年「近代資本主義国家財政の経済的機能の発展」で経済学博士の学位を取得。1969年定年となり、名誉教授、流通経済大学教授を務めた。

## 著書
- 『世界戦後の国家財政』同文館 世界経済問題叢書 1932
- 『戦時財政論』日本評論社 新経済全集 1934
- 『現代国家財政及財政政策』時潮社 1937
- 『戰爭と財政』慶應出版社 慶應義塾大學講座經濟學 1938
- 『日本財政税制の構成』ダイヤモンド社 1941
- 『戦争財政の経済理論』北隆館 1943
- 『近世財政思想史 資本主義財政思想の史的発展とマルクス主義財政論の特徴』北隆館 1949
- 『現代財政学総論』金星堂 1950
- 『現代日本財政論 均衡財政の理論・構造・結果』金星堂 1952
- 『近代国家財政の理論 財政学の主流と歴史的性格-財政発展の客観的・必然的過程』慶応通信 1954
- 『財政学十五講 財政理論と財政事実の基本的理解のために 前編』慶応通信 1955
- 『酒蔵の町』高木会三田会 1969

### 共著編
- 『経費理論・租税負担能力・売上税問題』編 金融研究会 1936
- 『財政政策』大熊一郎,古田精司共著 世界書院 経済学全集 1965

### 翻訳
- アシユレー『英国経済組織』中外文化協会 1924
- テー・イー・グレゴリー『金本位制と其将来』杉田久雄共訳 高原書店 1934

## 論文
- <高木寿一